# Vườn quốc gia Forty Mile Scrub
Vườn quốc gia Forty Mile Scrub là một vườn quốc gia ở Queensland, Úc.